# ザ・クライング・ゲーム
「ザ・クライング・ゲーム」(The Crying Game)は、ジェフ・スティーヴンズによって書かれた楽曲。1964年にデイヴ・ベリーが初めて録音し、1992年には映画『クライング・ゲーム』のサウンドトラック用にボーイ・ジョージによるカバー・バージョンがペット・ショップ・ボーイズのプロデュースで録音された。
ボーイ・ジョージのバージョンはアメリカの総合チャートBillboard Hot 100で最高位15位を記録し、イギリスでも22位をマークするなど世界的にヒットした。

## チャート成績
| チャート（1992年）               | 最高順位 |
| -------------------------------- | -------- |
| アメリカ（Billboard Hot 100）    | 15       |
| イギリス（全英シングルチャート） | 22       |